# Ахмет Уяр
Ахмет Уяр (тур. Ahmet Uyar; нар. 14 січня 1998) — турецький борець греко-римського стилю, бронзовий призер чемпіонату Європи, срібний Чемпіонату світу серед молоді, бронзовий призер чемпіонату Європи серед кадетів.

## Спортивні результати на міжнародних змаганнях

### Виступи на Чемпіонатах світу
| Змагання                        | Збірна    | Вагова категорія                 | Місце |
| ------------------------------- | --------- | -------------------------------- | ----- |
| Чемпіонат світу з боротьби 2021 | Туреччина | греко-римська боротьба, до 60 кг | 19    |
| Чемпіонат світу з боротьби 2022 | Туреччина | греко-римська боротьба, до 63 кг | 24    |

### Виступи на Чемпіонатах Європи
| Змагання                         | Збірна    | Вагова категорія                 | Місце  |
| -------------------------------- | --------- | -------------------------------- | ------ |
| Чемпіонат Європи з боротьби 2022 | Туреччина | греко-римська боротьба, до 63 кг | Бронза |

### Виступи на Кубках світу
| Змагання                    | Збірна    | Вагова категорія                 | Місце |
| --------------------------- | --------- | -------------------------------- | ----- |
| Кубок світу з боротьби 2020 | Туреччина | греко-римська боротьба, до 60 кг | 5     |
| Кубок світу з боротьби 2022 | Туреччина | команда                          | 4     |

### Виступи на інших змаганнях
| Змагання                                                  | Збірна    | Вагова категорія                 | Місце  |
| --------------------------------------------------------- | --------- | -------------------------------- | ------ |
| Турнір Вехбі Емре і Гаміта Каплана 2017                   | Туреччина | греко-римська боротьба, до 59 кг | 22     |
| Турнір Дана Колова — Николи Петрова 2018                  | Туреччина | греко-римська боротьба, до 60 кг | 8      |
| Турнір Вехбі Емре і Гаміта Каплана 2018                   | Туреччина | греко-римська боротьба, до 60 кг | 11     |
| Клубний чемпіонат світу з боротьби 2018                   | Туреччина | команда                          | 4      |
| Турнір Вехбі Емре і Гаміта Каплана 2019                   | Туреччина | греко-римська боротьба, до 60 кг | Бронза |
| Гран-прі Угорщини з боротьби 2019                         | Туреччина | греко-римська боротьба, до 60 кг | 7      |
| Турнір міста Сассарі з боротьби 2019                      | Туреччина | греко-римська боротьба, до 60 кг | Срібло |
| Меморіал Олега Караваєва 2019                             | Туреччина | греко-римська боротьба, до 60 кг | Срібло |
| Меморіал Маттео Пелліконе 2020                            | Туреччина | греко-римська боротьба, до 60 кг | 11     |
| Кубок Владислава Пітласинські 2020                        | Туреччина | греко-римська боротьба, до 60 кг | Бронза |
| Гран-прі Загреба з боротьби 2021                          | Туреччина | греко-римська боротьба, до 60 кг | Срібло |
| Меморіал Маттео Пелліконе 2021                            | Туреччина | греко-римська боротьба, до 60 кг | Срібло |
| Турнір Дана Колова — Николи Петрова 2021                  | Туреччина | греко-римська боротьба, до 60 кг | Бронза |
| Турнір Вехбі Емре і Гаміта Каплана 2021                   | Туреччина | греко-римська боротьба, до 60 кг | 7      |
| Відкритий чемпіонат Загреба з боротьби 2022               | Туреччина | греко-римська боротьба, до 63 кг | Золото |
| Турнір Вехбі Емре і Гаміта Каплана 2022                   | Туреччина | греко-римська боротьба, до 63 кг | Бронза |
| Меморіал Болата Турлиханова 2022                          | Туреччина | греко-римська боротьба, до 63 кг | 5      |
| Міжнародний турнір Любомира Івановича-Гедзи 2022          | Туреччина | греко-римська боротьба, до 63 кг | Бронза |
| Кубок Міжнародної федерації університетського спорту 2022 | Туреччина | греко-римська боротьба, до 67 кг | Срібло |

### Виступи на змаганнях молодших вікових груп
| Змагання                                            | Збірна    | Вагова категорія                 | Місце  |
| --------------------------------------------------- | --------- | -------------------------------- | ------ |
| Чемпіонат Європи з боротьби серед кадетів 2015      | Туреччина | греко-римська боротьба, до 54 кг | Бронза |
| Чемпіонат світу з боротьби серед кадетів 2015       | Туреччина | греко-римська боротьба, до 54 кг | 12     |
| Балканський чемпіонат з боротьби серед кадетів 2015 | Туреччина | греко-римська боротьба, до 58 кг | Золото |
| Балканський чемпіонат з боротьби серед юніорів 2018 | Туреччина | греко-римська боротьба, до 60 кг | Золото |
| Чемпіонат світу з боротьби серед молоді 2019        | Туреччина | греко-римська боротьба, до 60 кг | 13     |
| Чемпіонат Європи з боротьби серед молоді 2021       | Туреччина | греко-римська боротьба, до 60 кг | 9      |
| Чемпіонат світу з боротьби серед молоді 2021        | Туреччина | греко-римська боротьба, до 63 кг | Срібло |